# 加萊城站
加萊城站，即加来站，是一座法國鐵路車站，位於法國城市加来市中心。途徑加来城站的列車主要是通勤列車和服務加萊近郊地區的列車。而加来附近的另外一座火車站加来弗雷敦站則主要提供長途列車服務。在加萊港和車站之間有直達巴士服務。

## 站名
加来站的官方名称加上"Ville"后缀是为了区分加来弗雷敦站。

## 位置
加来城站位于法国北部，加来市区内，大致呈东西走向。加来城站是一个高架车站，车站站房位于车站上方，开口朝东，站房内通过自动扶梯与站台连接。站房下方有连接线通往加来港，但现已基本废弃，因此加来城站现已成为一个半尽头式车站。

## 停靠线路
以下列车线路在加来城站停靠：
| 加来城站列车线路表              |              |                              |          |                 |
| 线路                            | 车种         | 上一站                       | 下一站   | 大致运行频率    |
| 巴黎—加来                       | TGV          | 加来弗雷敦                   | （终点） | 每天1趟         |
| 里尔—加来                       | 法国大区列车 | 诺克尔克/阿德尔桥/雷丰提内特 | （终点） | 每天10趟左右    |
| 贝蒂讷→加来                     | 法国大区列车 | 雷丰提内特                   | （终点） | 每天1趟（单程） |
| 阿拉斯/蒙特伊/滨海布洛涅—加来   | 法国大区列车 | 雷丰提内特                   | （终点） | 每天5趟左右     |
| 亚眠/杭杜费列/埃塔普勒图凯—加来 | 法国大区列车 | 加来弗雷敦/雷丰提内特        | （终点） | 每天7趟左右     |
| 敦刻尔克—加来                   | 法国大区列车 | 格拉弗林/雷丰提内特          | （终点） | 每天2~10趟      |
| 1. 2.                           |              |                              |          |                 |

## 配套交通

### 城际客运
加来城站对应的城际短途大巴车上下车地点就在车站门口，而途径加来的长途大巴车主要停靠于加来弗雷敦站。
| 停靠加来城站的大巴车 |                          |                                                                        |
| 上下车地点           | 运营单位                 | 主要目的地                                                             |
| 加来城站门口         | 加来海峡省城际客运 Oscar | 聚凯尔克、欧德雷昂、埃斯克耶                                           |
| 加来城站门口         | SNCF                     | （当某条铁路线施工或罢工时，SNCF可能会提供途径该线路沿途站点的大巴车） |
| 1. 2. 3.             |                          |                                                                        |

### 市内交通
| 加来城站附近的市内公交线路 |              |                    |
| 公交车站名称               | 位置         | 停靠线路           |
| Gare SNCF                  | 加来城站门口 | 2路、3路、4路、5路 |
| 1.                         |              |                    |

## 临近车站
| 加来城站（Gare de Calais-Ville）                                                   |                    |          |
| 上行车站                                                                           | 线路               | 下行车站 |
| 阿德尔桥站←雷丰提内特站←                                                           | 里尔－加来铁路     | （终点） |
| 加来弗雷敦站←雷丰提内特站←                                                         | 布洛涅－加来铁路   | （终点） |
| 格拉弗林站←雷丰提内特站←                                                           | 敦刻尔克－加来铁路 | （终点） |
| - 注："⇐"或"⇒"为共线路段；灰色字体为非本线车站或路段；本表仅显示运营中的线路及车站 |                    |          |